# L'italiano (chanson)
Pour les articles homonymes, voir L'italiano.
L'italiano est une chanson interprétée par le chanteur populaire et compositeur italien Toto Cutugno parue sur l'album L'italiano en 1983. La chanson est présentée à la 33e édition du Festival de Sanremo où elle termine cinquième.
Toto Cutugno a expliqué qu'elle n'était en aucun cas liée à la victoire de l'équipe d'Italie de la coupe du monde de football 1982, mais que la chanson était née dans un restaurant de Toronto, au Canada : « Ce soir-là, j'avais joué au théâtre devant 3 500 personnes et je me souviens qu'à un moment donné, j'ai réalisé que ces 7 000 yeux qui me regardaient, c'étaient tous des yeux italiens. Je me suis dit : je vais écrire une chanson pour ces gens-là. La genèse de la chanson remonte à 1981. Au départ, l'idée était d'en confier l'interprétation à Adriano Celentano, cependant, il a refusé. Il s'est figé et il a déclaré : je n'ai pas besoin de dire que je suis un vrai italien, parce que je le suis déjà ». Tube en France en 1983, elle y est adaptée, de façon volontairement non littérale, par Didier Barbelivien et Hervé Vilard sous le titre Méditerranéenne. Chantée par ce dernier, cette adaptation connaît également un grand succès.

## Signification de certains passages
Certains mots ou des phrases de la chanson L'italiano de Toto Cutugno ont des références historiques sur le patrimoine de l'Italie et son mode de vie, et les changements qui s'opèrent dans la société italienne.    
- « Un partigiano come presidente (un partisan comme président) », fait référence  à Sandro Pertini, alors président de la République italienne de 1978 à 1985[3].
- Il fait référence à beaucoup d'Amérique sur les affiches, et considère que la culture des États-Unis prenne de plus en plus de place dans la culture italienne. À l'instar d'autres pays en Europe après la deuxième guerre mondiale, l'influence des États-Unis a nourri des débats dans la société italienne sur les plans culturel et politique[4]. Deux exemples au cinéma. En 1956, le réalisateur Steno montrait déjà avec humour dans le film Un Américain à Rome avec Alberto Sordi, l'influence des États-Unis sur l'esprit d'un romain. En 1987, dans le film Intervista, Federico Fellini compare deux époques du cinéma italien. Une des scènes à la fin du film se termine par des Indiens qui envahissent Cinecittà et tournent autour d'une équipe de cinéma italien comme s'ils attaquaient une diligence dans un western spaghetti. Le cinéma italien dans les années 1980 étaient alors en crise d'identité.
- Il fait référence aux sœurs. Avec la perte d'influence de l'église catholique dans la société italienne, il y a de moins en moins de sœurs qui font une profession religieuse, et qui vivent dans des couvents, donc il y a de plus en plus de femmes visibles en dehors des couvents. Le phénomène s'est accentué avec les années. En 1971, il y avait 154 000 sœurs, et en 2014, 89 000, dont 46 % avaient plus de 70 ans[5].
- Il fait référence à la moviola, qui est une rubrique de télévision où des commentateurs sportifs débattent les après-matchs de football sur des situations litigeuses dans l'émission La Domenica Sportiva sur la Rai. La moviola a débuté le 28 février 1965 dans cette émission[6].
- Il fait référence à la carrosserie en plus très bon état de la seicento, qui est la Fiat 600 qui s'est beaucoup vendue entre les années 1955 et 1969.

## Au cinéma
Sauf indication contraire, les informations mentionnées dans cette section peuvent être confirmées par le générique de fin de l'œuvre audiovisuelle présentée ici, ainsi que par la base de données cinématographiques IMDb,  présente dans la section « Liens externes ».
- Jean-Philippe (2006) - bande originale
- Gamines (2009) - bande originale

## Classement
| Classement (1983)                          | Meilleure position |
| ------------------------------------------ | ------------------ |
| Allemagne (Media Control)[réf. nécessaire] | 26                 |
| Italie (Musica e dischi)[réf. nécessaire]  | 1                  |
| France (IFOP)                              | 1                  |
| Suisse (Schweizer Hitparade)               | 1                  |